# سمی بودن (آلبوم)
«سمی بودن» (به انگلیسی: Toxicity) آلبومی از گروه موسیقی سیستم آو ا داون است که در سال ۲۰۰۱ میلادی منتشر شد.